# Philogène Auguste Joseph Duponchel
Philogène Auguste Joseph Duponchel, född 1774 i Valenciennes, död 10 januari 1846 i Paris, var en fransk soldat och entomolog.
Auktorsnamnet Duponchel kan användas för Philogène Auguste Joseph Duponchel i samband med ett vetenskapligt namn inom zoologin; se Wikipedia-artiklar som länkar till auktorsnamnet.

## Liv och karriär
Efter studier i Douai tog Duponchel värvning i franska armén när han var sexton år gammal och deltog i fälttåg 1795 och 1796. Efter avsked från armén arbetade han som statlig administratör stationerad i Paris. Han tvingades att avgå igen år 1816, 42 år gammal, på grund av sina åsikter till förmån för Napoleon Bonaparte. Han ägnade sig sedan åt att studera insekter.
Efter tolv år av ansträngningar slutförde Duponchel 1838 sitt verk L'Histoire naturelle des lépidoptères de France; medförfattare var Jean Baptiste Godart. Verket består av sjutton volymer (varav tolv signerade Duponchel), 7 600 färglagda planscher och 500 tavlor (som visas under rubriken Iconographie des Chenilles eller Iconography of the Caterpillars). Volymerna publicerades mellan 1832 och 1842 och på dess sidor beskriver författarna mer än fyra tusen arter av fjärilar.
Duponchel var en av grundarna av Société entomologique de France och var dess förste kassör. Han var nära vän till Pierre François Marie Auguste Dejean, Auguste Dumeril och Pierre André Latreille. Han gifte sig med Marie-Joseph-Désirée Ravet (död juli 1847) och fick två söner. Hans son Charles-Edmond Duponchel (född 7 april 1804), studerade arkitektur och var förste revisor på Krigsministeriet och hans son Auguste (död oktober 1846) var medicinsk chefsofficer på L'Ecole polytechnique. Philogène Auguste är begravd på Montparnassekyrkogården.